# Heinrich Bertolf
Heinrich Bertolf (* 14. Jahrhundert in Aachen; † 15. Jahrhundert ebenda) war Bürgermeister der Reichsstadt Aachen.

## Leben und Wirken
Der Sohn des Schöffen Werner Bertolf und der Katharina van der Linden, Tochter des Bürgermeisters Heinrich van der Linden, durchlief eine juristische Ausbildung und brachte es zum Richter des königlichen Stuhls in Aachen. Im Jahr 1385 gehörte er zusammen mit seinem Bruder Johann sowie den Schöffen Reinhard von Moirke, Arnold Volmer, Johann und Konrad von Pont im Rahmen eines Einsatzes des Landfriedensbündnisses Maas-Rhein als Vertreter der Stadt Aachen zu den Belagerern der Burg Reifferscheid. Das Bündnis warf Johann V. von Reifferscheid zahlreiche Raubzüge in der näheren und weiteren Umgebung und Bruch des Landfriedens vor. Die Belagerung selbst blieb anfangs erfolglos und die Allianztruppen rückten nach drei Monaten unverrichteter Dinge wieder ab. Dennoch konnte man Johann V. von Reifferscheid zu einem achtjährigen Friedensvertrag verpflichten.
Im Jahre 1394 wurde Heinrich Bertolf dann zum Vogt und Meier von Aachen ernannt und im Jahr 1404 zum Bürgermeister der Freien Reichsstadt gewählt.
Heinrich Bertolf war verheiratet mit Catharina von Segraedt, einer Tochter des Bürgermeisters Statz von Segraedt, dem Älteren.